# Palermo (Olaszország)
Palermo (szicíliai nyelven Palermu vagy Palemmu; latinul: Panormus; ógörögül: Πάνορμος ; óarabul: بَلَرْم átírva: Balarm ) Szicília régió és Palermo megye legnagyobb városa és közigazgatási székhelye. A Szicíliai (Trinacriai) Királyság egykori fő- és koronázó városa. A város mintegy 2.700 éve létezik, ismert jellegzetes történelmi, kulturális, építészeti örökségéről és egyedi gasztronómiájáról. A várost Kr. e. 734-ben alapították a föníciaiak Sis ("virágok") néven. Ezt követően a hely Karthágó tulajdonába került. Majd az ókori görögök gyarmatává vált a település Panormos néven. Majd Panormus néven a Római Birodalom részévé vált a település, majdnem egy évezredig. 831 és 1072 között az arab megszállás következtében a Szicíliai Emirátus alatt, a terület fővárosává vált a település Balarm néven. Az arabok kiűzését követően a normannok szállták meg a szigetet és tették a Szicíliai Királyság fővárosává, amely 1130-tól 1816-ig létezett.
Palermóban 855.285 fő lakik, az elővárosaival együtt 1,2 millió fős a lakossága. A helyiek magukat palermitani-nak nevezik. A városban az olasz nyelv mellett a szicíliai nyelv helyi nyelvjárását beszélik.
Palermo Szicília kulturális, gazdasági és turisztikai központja. Rendkívül gazdag történelmi, kulturális, művészeti, zenei és gasztronómiai értékekkel és örökséggel rendelkezik. A város építészetében a román, gótikus, barokk és art nouveau stílus a jellemző. A város legkiemelkedőbb világörökségi helyszíne az arab–normann Palermo, valamint Cefalù és Monreale székesegyházai. Ez pontosan szemlélteti a város történelmét és a különböző civilizációk uralmának nyomait az építészeten.
A város jelenleg számos rehabilitációs és fejlesztési programot visz véghez, hogy az euro-mediterrán övezet egyik legjelentősebb városává váljanak.
A palermói kultúra kiemelten fontos része a római katolikus vallás. A város védőszentje Szent Rozália, akinek tiszteletére minden év július 15-én ünnepséget tartanak a városban. Palermo ismert még zöldség, gyümölcs és halpiacairól, ezek közül három a történelmi városmagban találhatók: Vucciria, Ballarò és Capo.

## Földrajza

### Fekvése
A város egy 100 km²-nyi sík területen fekszik, amit Conca d'Oro (Aranykagyló) néven is emlegetnek. Ezt a területet északkeletről a Tirrén-tenger határolja, a többi irányból hegyek veszik körbe. Ezek közül a 600 méteres Monte Pellegrino a leglátványosabb, ami a város kikötőjétől nem messze, a partvonal mellett található. A hegyen található a Szent Rozália Menedékház.

### Éghajlata
| Hónap                          | Jan. | Feb. | Már. | Ápr. | Máj. | Jún. | Júl. | Aug. | Szep. | Okt. | Nov. | Dec. | Év   |
| ------------------------------ | ---- | ---- | ---- | ---- | ---- | ---- | ---- | ---- | ----- | ---- | ---- | ---- | ---- |
| Átlagos max. hőmérséklet (°C)  | 14,7 | 14,5 | 16,4 | 18,7 | 23,3 | 27,2 | 29,8 | 30,5 | 27,5  | 23,5 | 19,0 | 15,8 | 21,8 |
| Átlagos min. hőmérséklet (°C)  | 8,9  | 8,5  | 9,6  | 11,4 | 15,3 | 19,2 | 21,7 | 22,7 | 20,1  | 16,7 | 12,9 | 10,2 | 14,8 |
| Átl. csapadékmennyiség (mm)    | 98   | 110  | 78   | 65   | 36   | 18   | 7    | 32   | 65    | 106  | 118  | 124  | 855  |
| Forrás: Servizio Meteorologico |      |      |      |      |      |      |      |      |       |      |      |      |      |

Palermóra a meleg, szubtrópusi nyár jellemző (Köppen-klíma osztályozása szerint CSA osztályozás) mérsékelt szezonalitással. A nyarak hosszúak, forrók és szárazak, amely a szubtrópusi magas nyomású légáramnak köszönhető. Eközben a telek rendszerint enyhék, változékony idővel, csapadékkal amely a polárfrontnak köszönhetően. Tavasszal és ősszel kellemesen meleg az idő. Palermo Európa egyik legmelegebb városa, az éves átlaghőmérséklet 18 °C. Az éves napsütéses órák száma 2.530 óra.

## Története

### Őskor
Az első emberi települések nyomai Palermo vidékén az őskorból származnak. Ezek egyben Szicília történetének legrégebbi emlékei is. Az Addaura-barlangokban (a Monte Pellegrino oldalába) talált őskori rajzokat 1953-ban fedezte fel Bovio Marconi régész. A rajzok zoomorf alakzatokat, valamint táncoló figurákat ábrázolnak, valószínűleg áldozatot bemutató sámánokat. A barlangokban mezolitikumi, sőt paleolitikumi leleteket (csontmaradványok, eszközök) is találtak.

### Föníciaiak és görögök
I. e. 734-ben türoszi (mai Libanon területén) kereskedők virágzó gyarmatot létesítettek a Conca d’Oro területén Zîz néven (jelentése virág). Fő kereskedelmi partnerei a sicelek voltak, akikkel azonban többször is háborúba keveredtek. A város egyike volt a Thuküdidész által megemlített három pun városnak (Soluntum és Mothia volt a másik kettő). Ebből az időszakból mindössze egy nekropolisz maradványai maradtak fenn.
A görögök az i. e. 8–7. században érkeztek Szicíliába és alapították meg gyarmataikat. Ellenőrzésül alá került a város is, amelyet Panormosznak nevezték el (jelentése nagy kikötő), köszönhetően annak, hogy a város két folyójának, a Kémoniának és a Papürethosznak a torkolata egy nagy természetes kikötőt alkotott. A városnak két része volt: Palaeopolisz (öreg város), valamint Neapolisz (új város). A lakosság elsősorban a Karthágóval folytatott kereskedelemből tartotta fenn magát.

### Római fennhatóság
A pun háborúk idején a karthágóiak és a rómaiak egyaránt szerették volna megszerezni. Végül i. e. 254-ben a római flotta megostromolta és elfoglalta a várost. A karthágóiak megpróbálták visszafoglalni, de ezt Quintus Caecilius Metellus római konzul sikeresen megakadályozta és ezzel megszilárdította a Római Birodalom fennhatóságát a városban. A karthágóiak utolsó sikertelen próbálkozása a város visszahódítására i. e. 247-ben volt. Panormus (ahogyan a rómaiak nevezték) praetura rangot, illetve saját pénzverési jogot kapott. A római leletek közül említésre méltók a Piazza Vittorián feltárt paloták romjai értékes mozaikokkal, valamint egy színház romjai. Sztrabón szerint Panormus látta el gabonával Rómát. Vespasianus uralkodása idején a város hanyatlásnak indult. 445-ben az észak-afrikai vandálok, királyuk Gaiseric vezetésével kifosztották. 535-ben Belisarius, abból a célból, hogy visszafoglalja a Nyugatrómai Birodalom elveszített területeit, megostromolta a kikötőt és elfoglalta a várost. A bizánci uralom 831-ig tartott, amikor az aglabidák elfoglalták Szicíliát és Palermót emírségük fővárosává tették.

### Szicíliai Emirátus
Az aglabidák uralma alatt Szicília és vele együtt Palermo is, ismét virágzásnak indult. Ennek az időszaknak a kiemelkedő építészeti emlékei a Kalsa (a szó arab eredetű: al-Khāliṣa , الخالصة, jelentése: "kiválasztott") nevű negyedben csoportosulnak, ugyanis az emírek saját városnegyedet építettek maguknak a régi város és a tengerpart közé. Egy speciális adó biztosította mind a keresztények, mind pedig a zsidók szabad letelepedését a városban, ez tovább erősítette a város kereskedelmi kötelékeit. A Kalsa negyed egyben az akkori Palermo közigazgatási központja is volt. A Kalsa hamarosan Kairó és Córdoba szintű, európai szinten is jelentős arab településsé vált. A belső viszályok által meggyengített emirátusba 1061-ben hatoltak be a normannok, majd I. Roger vezetésével 1072. január 10-én Palermót is elfoglalták ezzel végleg felszámolva az arabok jelenlétét a szigeten.

### Normannok
A normannok első intézkedése a kereszténység visszaállítása volt hivatalos vallásként. Palermót a sziget fővárosának tették meg. 1130-ban II. Roger a városban megkoronáztatta magát Szicília királyának. Ekkor az arabok még mindig többséget alkottak a városban és a zsidó közösség is jelentős volt. A mecsetek nagy részét azonban hamarosan keresztény templomokká alakították át. Ennek a kornak a legszebb építészeti emlékei a Martorana-templom, valamint a palotagrófi kápolna, amely az arab, bizánci és normann építészet ötvözésének remeke. Ez idő alatt a Szicíliai Királyság Európa egyik legnagyobb jövedelmű állama volt. Gazdasága az Angol Királyságéval ért fel. A város lakossága ekkor elérte a 150 ezer főt, Európa legnépesebb városává vált, mivel Konstantinápoly ekkor már hanyatlásnak indult.
1194-ben Szicília a Német-Római Birodalom uralma alá került. A német-római uralom alatt megkezdődött a muszlimok kivándorlása és száműzése a szigetről.

### Sváb uralom és Anjou-ház
VI. Henrik német-római császár és az utolsó normann királyi sarj, Szicíliai Konstancia házassága révén a Szicíliai Királyság a Stauf-ház uralma alá került. A helyi nemesség azonban nem ismerte el az új uralkodót, akit csak 1194-ben koronáztak meg, miután leverte a felkelőket és elfoglalta Palermót. Fia, II. Frigyes Palermót tette meg a Német-római Birodalom fővárosává, ekkor lett a város a korabeli tudomány és művészet egyik európai központja. Az ő uralmukat nevezik a Sváb uralomnak. A császár 1250-ben halt meg, és itt temették el a katedrálisban. Törvénytelen fia, Manfréd követte őt a trónon, előbb mint régens, majd király, aki folytatta apjának kulturális törekvéseit, valamint adminisztratív és politikai reformjait. 1268-ban I. Anjou Károly, aki rokoni szálai révén szintén igényt formált a koronára legyőzte őt, és így a Szicíliai Királyság a francia dinasztia uralma alá került. Ekkor lett a királyság fővárosa Nápoly, ami Palermo számára súlyos csapás volt, és a város hanyatlásnak indult. I. Károly zsarnoki uralma ellen a sziget lakossága 1282-ben fellázadt (szicíliai vecsernye). Az Anjoukat kiűzték Szicíliából, helyükbe az Aragóniai-ház királyai léptek, ezáltal a Szicíliai Királyság kettészakadt. A királyság hivatalos elnevezése mindvégig Szicíliai Királyság (A világítótornyon inneni Szicíliai Királyság) maradt. A Nápolyi Királyság elnevezés csak történészi műszó a másik Szicíliai Királyságtól (A világítótornyon túli Szicíliai Királyság) való megkülönböztetésre. Palermo ismét fővárossá vált.
Az Aragóniai-ház uralkodása idején Palermo életét a befolyásos nemesi családok (Ventimiglia, Alagona és Chiaramante) közötti viszályok jellemezték, akik a sziget nyugati részének ellenőrzését próbálták elérni. Ebben az időszakban épültek fel a pazar nemesi paloták (Palazzo Steri, Palazzo Sclafani). A város ismét virágzott a Genovával, valamint a Spanyolországgal folytatott kereskedelemnek köszönhetően.

### Spanyol uralom
Szicíliában 1409-ig az Aragóniai-ház uralkodott. A Nápolyi Királyságot az Anjouk irányították 1443-ig, amikor is V. Aragóniai Alfonz elfoglalta a királyságot és egyesítette Szicíliával. Az újraegyesítés azonban rövid ideig tartott, hiszen még életében a nápolyi trónt fiára I. Ferdinándra hagyta, míg a palermóit testvérére, II. Aragóniai Jánosra.
1492-ben II. Ferdinánd döntésére a reconquista beteljesedésével az Alhambrai-dekrétum értelmében száműzték a zsidókat és később a mórokat a spanyolok által visszaszerzett területekről. Mivel ekkoriban Szicília is spanyol uralom alatt állt, ezért itt is érvényesült a dekrétum. Ezzel egyidőben a Spanyol inkvizíció szicíliai székhelye Palermo lett. A zsidókat és mórokat kényszerítették a keresztény hitre való áttérésre vagy halálra ítélik őket. Palermo zsidó közössége jelentősen csökkent, hisz a legtöbben Calabriába és Nápolyba menekültek az inkvizíció elől, az arabok is elhagyták a szigetet. Vagyonaiakt és ingóságaikat nem vihették magukkal. Palermo lett az alkirályok székhelye.
1494 és 1503 között VIII. Károly és XII. Lajos francia királyok többször is megpróbálták meghódítani a Nápolyi Királyságot, miután az Anjou-ház jogutódjainak tekintették magukat. 1503-tól hivatalosan az Aragóniai-ház uralkodói ültek a trónon, majd 1516-tól a spanyol királyok, akik alkirályokon keresztül gyakorolták a hatalmat. Ez az időszak a magas adók miatt nehéz volt a város lakossága számára, ezt tetőzte, hogy a helyi nemesség egyre nagyobb befolyást nyert egyes területeken.

### Bourbonok
1707 és 1735 között a német-római császárok uralkodtak, az ő hatalmuknak Károly parmai herceg inváziója vetett véget. Őt koronázták meg VII. Bourbon Károlyként Nápoly és Szicília királyaként, később III. Károly néven spanyol király lett belőle. 1816-ban Szicília Királyságát és a Nápolyi Királyságot (mindkettő hivatalos megnevezése Szicíliai Királyság volt) a Két Szicília Királyságaként egyesítették, első uralkodója I. Ferdinánd nápoly–szicíliai király lett, aki 1816-ig IV. Ferdinánd néven Nápoly és III. Ferdinánd néven Szicília királya volt. Az új kettős királyság 1861-ig állt fenn, amikor Giuseppe Garibaldi seregei elfoglalták és egyesítették az újonnan létrehozott Olasz Királysággal.
Amikor a franciák 1798-ban elfoglalták a Nápolyi Királyságot, I. Ferdinánd Palermóba menekült. A két királyságot I. Ferdinánd egyesítette hivatalosan 1816-ban, miután elűzte az osztrákok segítségével a trónról Napóleon sógorát, Joachim Murat-t, akit később elfogatott és főbe lövetett. A Bourbon-ház restaurációját erőszakos abszolutizmus követte, aminek következtében egyre mélyült az elégedetlenség. 1820-ban Guglielmo Pepe tábornok vezetésével felkelés robbant ki, amely a királyt arra kényszerítette, hogy hívja össze az országgyűlést. A szicíliai felkelőket azonban ez nem elégítette ki, ők külön parlamentet követeltek a nápolyi kormánytól. Florestano Pepe, az új katonai főparancsnok megígérte nekik sérelmeik orvoslását, de a nápolyi országgyűlés elvetette azokat. Ennek következtében a polgárháború újra kitört és mindaddig folyt, míg I. Ferdinánd a Szent Szövetség laibachi kongresszusától segítséget nem kért saját alattvalói ellen. Kérelmét meghallgatták és a bécsi kormány katonaságot küldött Ferdinánd megsegítésére, mely a felkelést mindkét királyságban rövid idő alatt elfojtotta. Ekkor I. Ferdinánd trónját osztrák seregek fedezete alatt visszafoglalta. Az ezt követő időben az alkotmánypártiak ellen nyilvános üldözést indított, hívek százait, politikai fogolyként börtönbe záratta.
A szicíliai zavargások zenitje 1848-ban volt, amikor január 12-én, Giuseppe La Masa vezetésével Palermo lakossága fellázadt, kikiáltották a parlament létrehozását, valamint az alkotmányt. A Bourbon seregek azonban 1849 májusában visszafoglalták a várost és uralmuk alatt tartották 1860-ig. Giuseppe Garibaldi seregei 1860. május 27-én vonultak be a városba és jelentették be egyesülését az Olasz Királysággal.

### Az egyesülés után
Az egyesülés után Palermót választották Szicília adminisztratív székhelyévé. A város gazdasági életének fellendítésében nagy szerepe volt a Florio családnak, mely több vállalkozást is birtokolt. 1863-ban Palermo és Bagheria között nyílt meg az első vasútvonal a szigeten. A 20. század elején a város túllépte a középkori városfalakat, elsősorban északi irányban terjeszkedett, az új Via della Libertà sugárút mentén. Itt épültek fel a város legszebb szecessziós (Arte Nuova) stílusú villái. Ezek legtöbbjét Ernesto Basile tervezte. A legreprezentatívabb épület a Grand Hotel Villa Igeia, valamint a Teatro Massimo, amely 1897-ben nyitotta meg kapuit. Ekkor vált a városi elit kedvelt nyaralóhelyévé Mondello. Kereskedelmi fellendülés is jellemezte a várost. A kikötő a Trapani megyei borexport fontos helyévé vált: Bostonba, Philadelphiába, New Yorkba, Baltimoreba, Brazíliába, Ausztráliába és Szumátrára is folyt a kereskedelem.
Ugyanakkor az ekkor Dél-Olaszországra jellemző általános elszegényedés következtében jelentős emigráció indult meg, ami Szicíliát is érintette. Az emigráció célpontja az Egyesült Államok volt. New York, New Jersey, Baltimore és Chicago voltak a szicíliaiak fő célpontjai. A szicíliai kivándorlás kiindulópontja a palermói kikötő volt.
A második világháború elején elkerülték a bombázások, viszont 1943-ban, Szicília lerohanása során a város kikötőjét gyakorlatilag használhatatlanná bombázták a szövetségesek. A háborús károkat a mai napig nem heverte ki a város. 1947-ben, amikor Szicíliát autonóm régióvá kiáltották ki Olaszországon belül, a regionális parlament székhelye a palermói Palazzo dei Normanni lett. Az autonómiával járó pénzügyi forrásokat a város vezetése a szerteágazó korrupció, valamint a maffia erőteljes jelenléte miatt nem tudta megfelelő mértékben hasznosítani, ez is késleltette a város újjáépítését.

### A második világháború óta
A huszadik század második felében a város legégetőbb problémája a maffia (olaszul: mafia) jelenléte lett. Ennek egyik következménye lett a "Palermo kifosztása"-ként (Sacco di Palermo) keletkezett jelenség. Ingatlanpiaci spekulációk révén számos történelmi épületet lebontottak és helyükre többemeletes lakótelepi házakat húztak fel, amivel az 1960-as és 1980-as évek között számos rossz minőségű épületet húztak fel. A szicíliai gazdaságban a mezőgazdaság háttérbe szorult így nagy fokú migráció indult el Palermo felé, ami elsősorban észak felé tudott terjeszkedni. A helyzetre megoldásképpen a tömeges lakásépítés lett, ám a városvezetés nem gondoskodott a szolgáltató egységek, parkok, közintézmények, iskolák építéséről és rendszerint a semmi közepén épültek fel az új házak. Ebben fontos szerepet játszott a maffia, amely egy vidéki, falusi szervezetből, nemzetközi bűnszervezetté vált. A maffia működése a korrupt városvezetés és a központi kormány miatt tudott biztosított lenni. Vito Ciancimino egykori kereszténydemokrata polgármestert rendszerint megvádolták maffiával való szövetkezéssel.
Az 1980-as években Palermo utcáin gyakorivá váltak a klánok közti leszámolások, a faidék. 1981 és 1983 között csak Palermóban 400 maffiagyilkosság történt és legalább ugyanennyi Szicília szerte. Állami és köztisztviselők is áldozatai lettek hamarosan a maffia leszámolásának: Emanuele Basile és Boris Giuliano rendőri vezetők, Carlo Alberto Dalla Chiesa csendőrtábornok, Piersanti Mattarella Szicília regionális kormányzója, egyben Sergio Mattarella köztársasági elnök bátyja; boldog Pino Puglisi pap, a maffia vértanúja.

## Népesség

### Bevándorlók
2019-ben Palermóban 25.075 külföldi élt, a kevés külföldi lakos a helyi gazdaság helyzetével magyarázható. Lakosság arányosan 3,8% a külföldiek aránya. A legtöbben a következő helyekre jöttek:
| - Banglades – 5296 - Srí Lanka – 3394 - Románia – 3171 - Ghána – 2544 - Fülöp-szigetek – 1738 | - Tunézia – 1048 - Marokkó – 1012 - Kína – 973 - Mauritius – 856 - Elefántcsontpart – 588 |

### Nyelvek
Palermóban az olasz mellett, a szicíliai nyelvet beszélik. A helyi nyelvjárást dialetto palermitanonak nevezik, amit mintegy 700 ezren beszélnek.

### Vallás

#### Kereszténység
Palermóban a római katolikus vallás a legelterjedtebb. A város katolikusainak védőszentje 1624 óta Szent Rozália, valamint Szent Ágota, Szent Krisztina, Szent Ninfa, Szent Olíva, Mór Szent Benedek , Szent Onufri és Agaton pápa. A város szülöttje két pápa is: Agaton pápa és I. Szergiusz pápa.
A palermói székesegyház egyben egyházmegye központ és világörökségi helyszín is.
A martorana-i templom egyben a helyi italoalbán bizánci katolikus egyház központja is. A mintegy 64 ezer fős helyi katolikus albán kisebbség, görögkeleti ritust követ.
A katolikusok mellett más keresztény egyházak is jelen vannak: protestánsak és valdensek. A protestánsak közül az anglikánoknak saját temploma van, Szent Szív Anglikán Templom néven, a valdenseknek is van külön temploma. Emellett ortodoxok és evangélikusok is jelen vannak a városban.

#### Iszlám
Az arab megszállás alatt Palermóban mintegy 300 mecset működött, az arab megszállás után többségüket keresztény templomokká alakították át. 1990-ben adták át Palermoi Mecsetet, amely a város történelmi központjában található a Quattro Canti és a Palermói székesegyház között. A mecset a szunnita iszlámot követi.

#### Zsidóság
A városnak két zsidónegyede volt a középkorban, amit a Via Pubblica választott ketté: Meschita és Guazzetta. Palermóban 2011-ben rendeztek a 15. század óta először Bar-micvót. 2018-ban pedig a Santa Maria del Sabato kápolna vált a város zsinagógájává, amivel a sziget zsidó közösségének legfontosabb helyévé vált.

### Opera dei Pupi
A palermói bábopera az UNESCO-világörökség része. Már 1700-tól számítható, hogy a városban hagyománya van a báboperának.
A város gazdag kollekcióval rendelkezik a bábokból, mely két múzeumban is megnézhetők: Giuseppe Pitrè szicíliai etnográfiai múzeum és Antonio Pasqualino marionettbábuk nemzetközi múzeumában.

### LMBTQ-közösség
Palermo az egyik úttörője volt az olaszországi LMBTQ mozgalmak létrejöttének. A városban 1980-ban alapították meg az Arcigay melegjogi mozgalmat. 1981-ben pedig megtartották az első melegfelvonulást Olaszország történelmében.

## Közigazgatás

### Kerületek
A város 8 kerületre (circoscrizioni) oszlik. A történelmi belváros az I. kerület.
| Kerület | Negyedek                                                                                                 |
| ------- | --- |
| I       | Kalsa, Albergheria, Seralcadio, La Loggia                                                                |
| II      | Settecannoli, Brancaccio, Ciaculli-Oreto                                                                 |
| III     | Villagrazia-Falsomiele, Stazione-Oreto                                                                   |
| IV      | Montegrappa, S. Rosalia, Cuba, Calafatimi, Mezzomonreale, Villa Tasca-Altarello, Boccadifalco            |
| V       | Zisa, Noce, Uditore-Passo di Rigano, Borgo Nuovo                                                         |
| VI      | Cruillas, S. Giovanni Apostolo, Resuttana, San Lorenzo                                                   |
| VII     | Pallavicino, Tommaso Natale, Sferracavallo, Partanna Mondello, Arenella, Vergine Maria, San Filippo Neri |
| VIII    | Politeama, Malaspina-Palagonia, Libertà, Monte Pellegrino                                                |

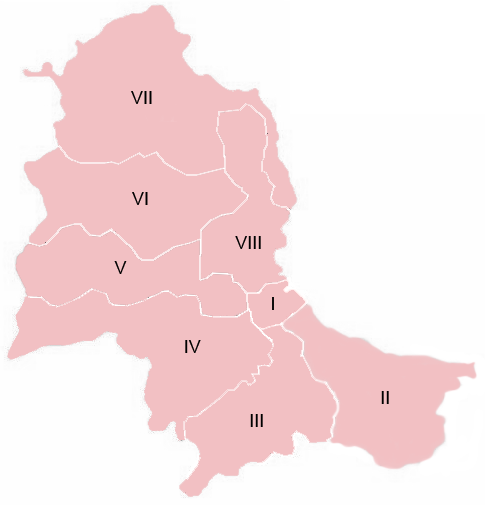
Palermo kerületei

- I. kerület: A város történelmi központja, a város legismertebb nevezetességeivel.
- II. kerület: Oreto-Stazione, Brancaccio-Ciaculli és Settecannoli negyedeket foglalja magában. Brancaccióban van a város egyik legfontosabb ipari negyede.
- III. kerület: Villagrazia-Falsomiele, Stazione-Oreto: A város déli részén található, az Oreto folyó déli partján. Lakótelepi és családi házak jellemzők errefelé.
- IV. kerület: Az egyik legnagyobb kerülete a városnak. A főútja a Corso Catalfami ami 7 km hosszan a Normann Palotától egészen Monreale településig húzódik túl a város határán.

### Történelmi városmag

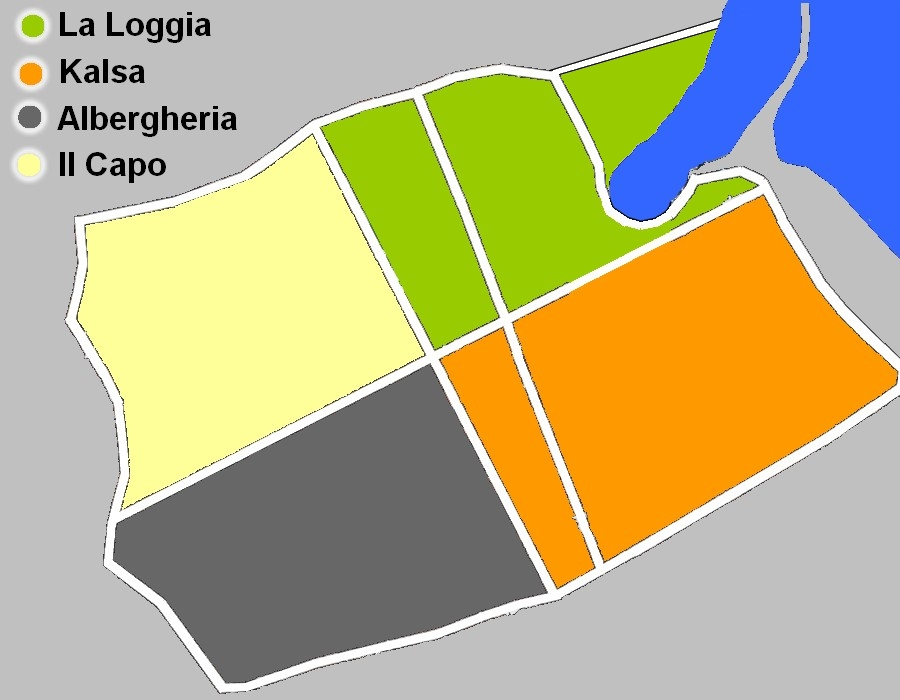
Történelmi városmag hagyományos felosztása

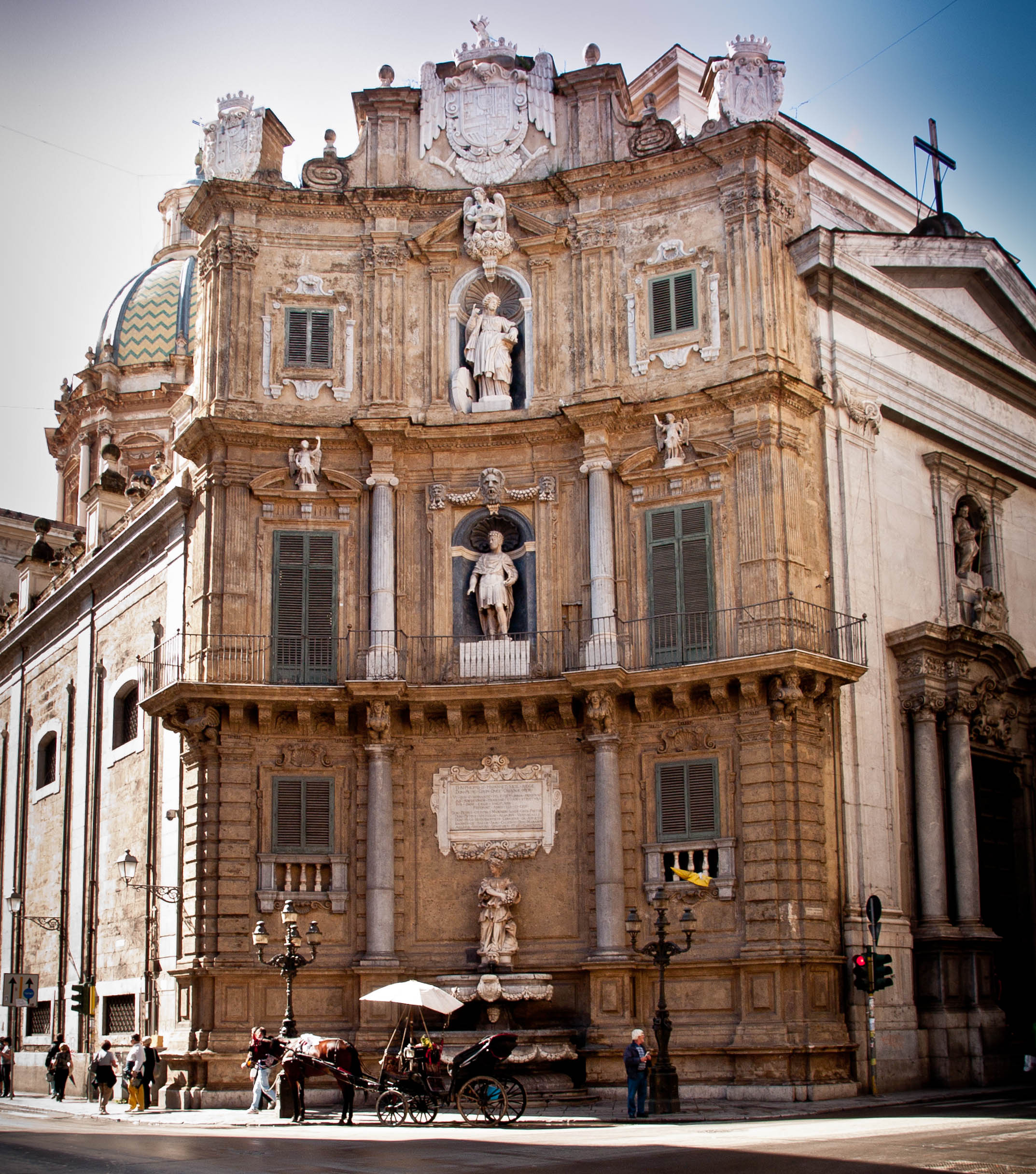
Piazza Quattro Canti

Palermo történelmi városmagot négy negyedre osztották fel Via Maqueda és a Corso Vittorio Emmanuele közötti területen, amely a piazza Vigilenán keresztezi egymást, ezt ma Quattro Canti-nak hívják, ahol a nagy égtáj felé barokk szobrok vannak, amit még "barokk kereszteződés"-nek is neveznek.
A négy negyed a következő:
- Kalsa : A negyed neve Kalsa, az arab al-Khālisa "kiválasztott" szóból ered. Az arab megszállás idején épült, az emír lakhelyéül is szolgált. Mai hivatalos neve a Tribunale (magyarul: ítélőszék), ugyanis ebben a negyedben működött Szicília inkvizíciója.
- La Loggia: A negyedben található a Castello a Mare várrom egyben a La Cala kiskikötő. A Vucciria piac is a negyed része. A racionalista építészet egyik példája a Posta Palota.
- Seralcadio : A negyed a sikátorairól ismert illetve a turisták körében az egyik leglátogatottabb környék. Itt található a Palermói Katedrális illetve az Egyházmegyei Múzeum.
- Albergheria: Itt található a Normann Palota illetve a Ballaró piac is.

### Frazionék

#### Tengerpart

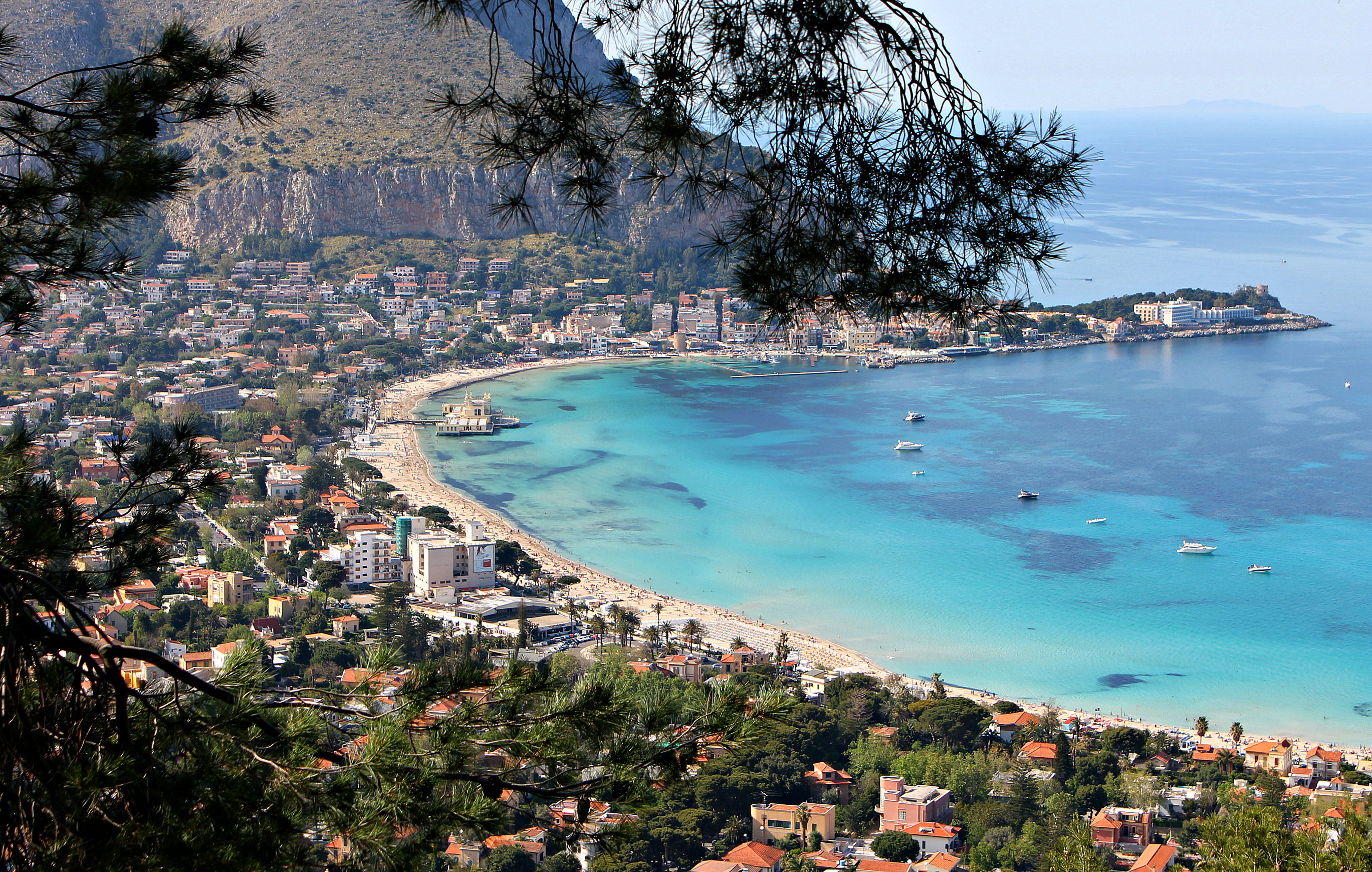
Mondello-i öböl

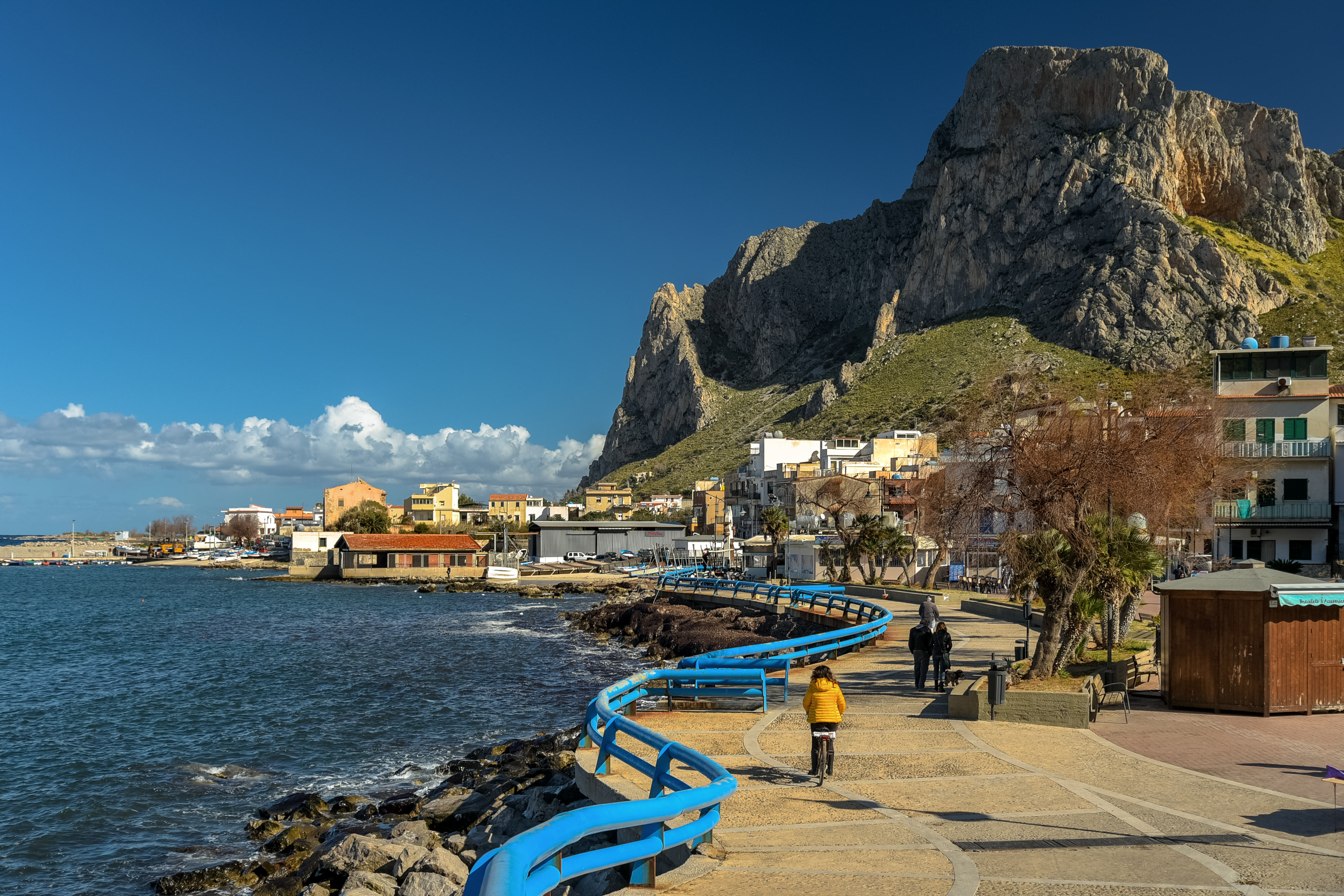
Sferracavallo

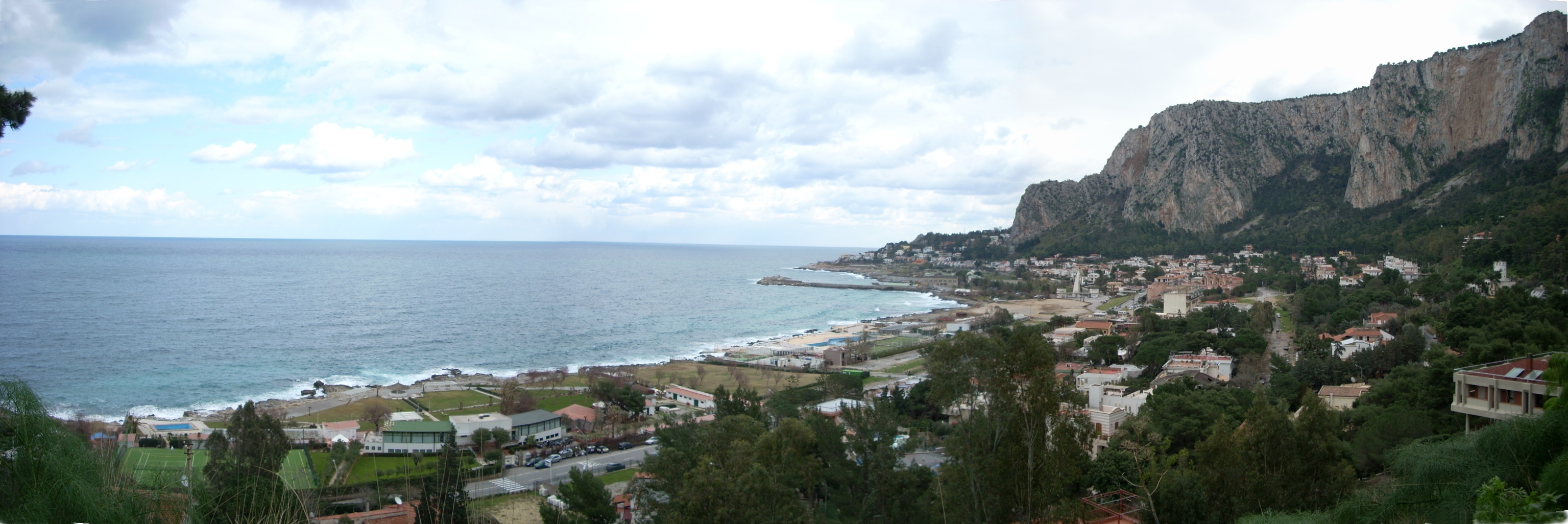
Addaura

- Mondello: Eredetileg egy halászfalu, amely a Monte Pellegrino mögötti öbölben található, északnyugatról a városközponttól. Egykori halászfaluként ismert volt tonnarájáról, vagyis tonhalfeldolgozó üzeméről. Ma már Palermo és Szicília egyik legismertebb és legszebbnek tartott tengerpartjáról ismert. 1892 és 1910 között szecesziós stílusban épített villákkal építették be a területet, amely ma is jellegzetes a településen. A nyári szezonban a palermóiak kedvelt strandja.
- Sferracavallo: Halász- és üdülőfalu. Eredetileg a Calandira feldolgozó köré épült a település. Mondellótól nyugatra található, a Monte Billiemi hegy mellett. A község közepén őskőkorszaki leleteket találtak. 2002 óta Capo Gallo és Isola delle Femminével együtt egy olasz miniszteri rendelet alapján védett tengerparti természeti területnek minősül.
- Addaura: Mondellótól délkeletre található. Számos villával rendelkezik. Tengerpartja sziklás, de kedvelt a helyiek körében. A 15. században egy torony védte a területet.

#### Belső területek
- Ciaculli : A város 2. kerületének külső részén található mezőgazdasági tevékenységből élő falu. Eredetvédett mandarint termesztenek a földeken. 9500 fős lakossága van.
- Croceverde : A Conca D'oro síkság déli részén van közel a Palermót körülölelő hegyekhez.
- Belmonte Chiavelli:
- Santa Maria di Gesú:

## Látnivalók

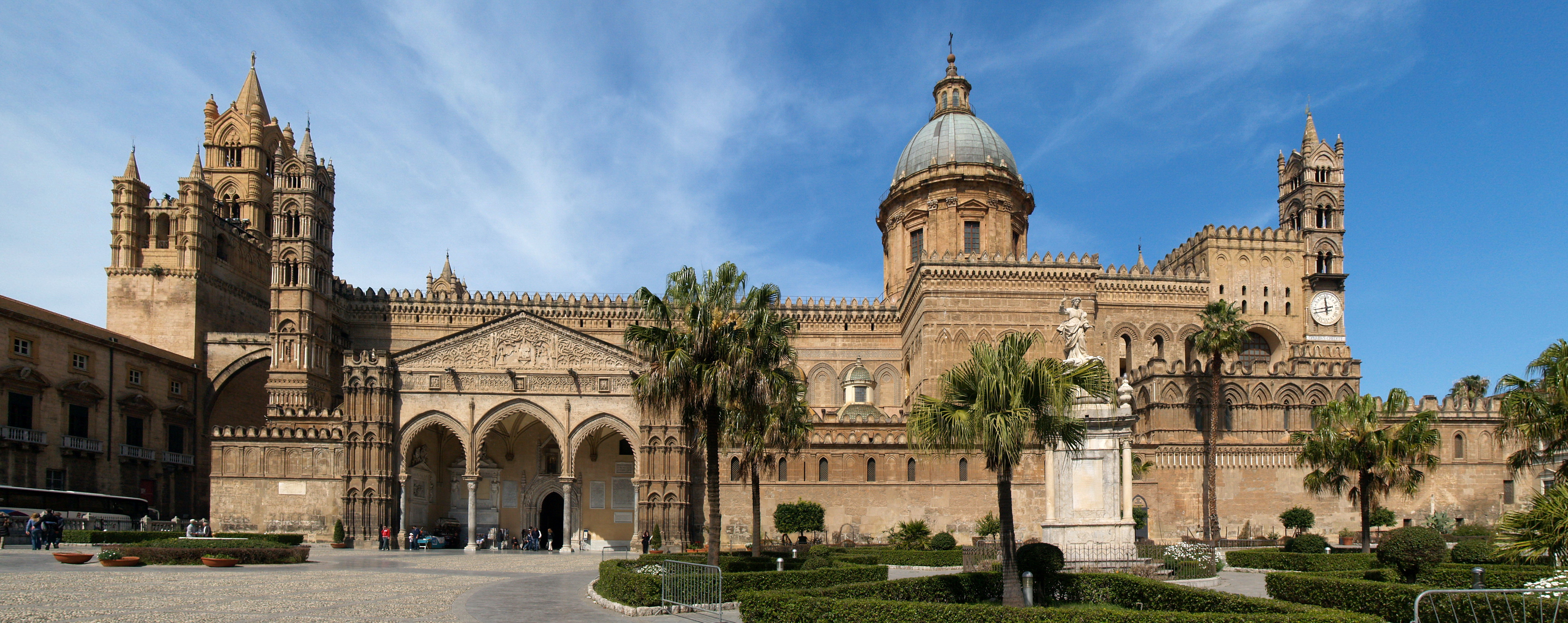
A palermói katedrális

A város és környéke rendkívül gazdag építészeti emlékekben, és az európai normann építészet egyik központja.
- A palermói székesegyház egykor muzulmán mecset volt, 1135-ben alakították át keresztény templommá
- Leprások Keresztelő Szent János-temploma, 1071-ben készült el
- A San Giovanni degli Eremiti templom, épült 1132-ben
- A Martorana templom (Santa Maria dell'Ammiragliato, épült 1143-ban)
- San Cataldo-templom (12. század)
- Santa Maria della Gangia templom
- San Giuseppe dei Teatini templom
- Oratorio di San Lorenzo templom
- Oratorio del Rosario templom

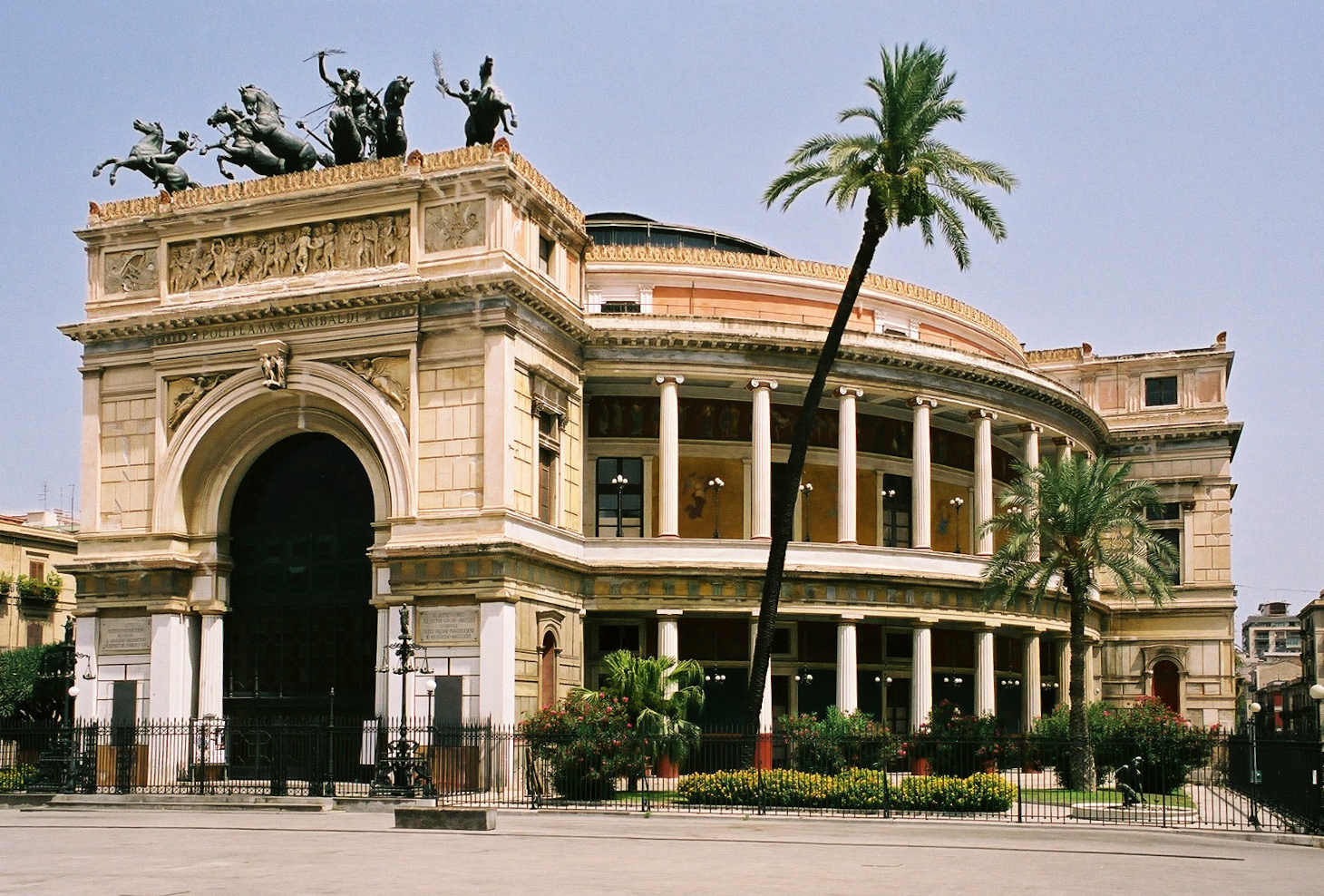
Politeama Színház

- Santa Teresa alla Kalsa templom (17. század vége)
- Santa Maria dello Spasimo templom (1506)
- Palazzo dei Normanni, egyike a legszebb itáliai palotáknak, valószínűleg arab erődre épült
- Palazzo Abatellis (15. század) benne a városi képtárral
- Museo Archeologico Regionale, régészeti múzeum, az ország egyik leggazdagabb gyűjteményével, etruszk, karthágói, római és görög anyagokkal
- Teatro Massimo a nagyszínház, 1897-ben nyitotta kapuit
- A palermói botanikus kertet 1785-ben alapították
- Kapucinus katakombák
- A közeli Monte Pellegrinóról pompás kilátás nyílik a városra

### Világörökségi helyszínek
- Normann Palota
- Palatinus-kápolna
- Remete Szent János temploma
- Martorana
- Szent Cataldo-templom
- Palermói székesegyház
- Zisa Palota
- Admirális híd

### Főbb műemlékek
- Francesco Ferrara szülőháza
- Mária Magdolna-templom

### Várfal és kapu
Az első védfalak a punok idején épült, amelyet mind az arab és normann uralom alatt kibővítettek.A 18.századig a történelmi városmagot körbekerítette. Ezt követően jelentős részét elbontották és ma csak romjai maradtak meg, amik ma fellelhetők városszerte: a Foro Italico-n. Ellenben több kapu is fennmaradt a mai napig: Porta Felice , Porta Nuova és Porta Sant'Agata.

### Közterek
Piazza Pretoria – A történelmi városrész ikonikus tere, a Francesco Camilliani firenzei szobrász által készített szökötút.rendszer, a Fontana Pretoria található itt. A téren található a Palazzo Pretorio, amiben a város önkormányzata is van. Valamint az Szent Katalin-templom, Bonocore Palota és a Theatinus Szent József-templom.
A via Vittorio Emanuele II és Via Maqueda kereszteződésében található egy nyolcszögletű tér, amely a város történelmi magjának középpontja, 4 negyedének (Kalsa, La Loggia, Seralcadio, Albergheria) a közepén van. Ez a Piazza Vigilena, de legtöbben Quattro Cantinak (négy sarok) ismerik. A négy sarok szimbolikusan jelképzei a négy évszakot, a város négy történelmi folyóját (Oreto, Kemonia, Pannaria, Papireto) és a szobrok a spanyol uralkodókról (V.Károly, II. Fülöp , III. Fülöp, IV. Fülöp).
A Kalsa negyedben található a Steri-palota mellett a Piazza Marina, ami nem messze a La Cala kikötőtől található. A téren van a Giardino Garibaldi park, ahol banyán fák találhatók. A Piazza San Domenicón található a Szent Domonkos-templom és a Szűz Mária-oszlop.
A tágas Piazza Ruggero Settimón található a város egyik legismertebb színháza a Teatro Politeama

### Színházak
- Teatro Massimo – a város legismertebb operaháza, mérete alapján Európában csak a párizsi operaház és a bécsi Staatsoper nagyobb nála.
- Teatro di Verdura – Teatro Massimo társulata által, a nyári szezonban használt, szabadtéri színpad.
- Teatro Politeama – Giuseppe Damiani Almeyda tervei alapján neoklasszikus stílusban épült.
- Teatro Ditirammu – Olaszország egyik legkisebb színháza, elsősorban népdalokat adnak elő.
- Teatro Bellini – Kalsa negyedben található.

## Oktatás

### Egyetemek, főiskolák
- Palermói Egyetem: 1805-ben alapították meg. Jelenleg 40 ezer hallgatója van. Olaszország egyik legnagyobb egyeteme, 17 karral működik. Legismertebb karai az alkalmazott tudományi, jogi, közgazdasági, társadalomtudományi, orvosi, műszaki és a kulturális örökségi kara.
- LUMSA Egyetem: egyházi fenntartású, magánegyetem. Palermói kara 1997 óta működik.
- János apostol Szicíliai Teológiai Főiskola (Pontificia facoltà teologica di Sicilia "San Giovanni Evangelista"): 1981 óta működik.

## Konyhaművészet

### Helyi konyha

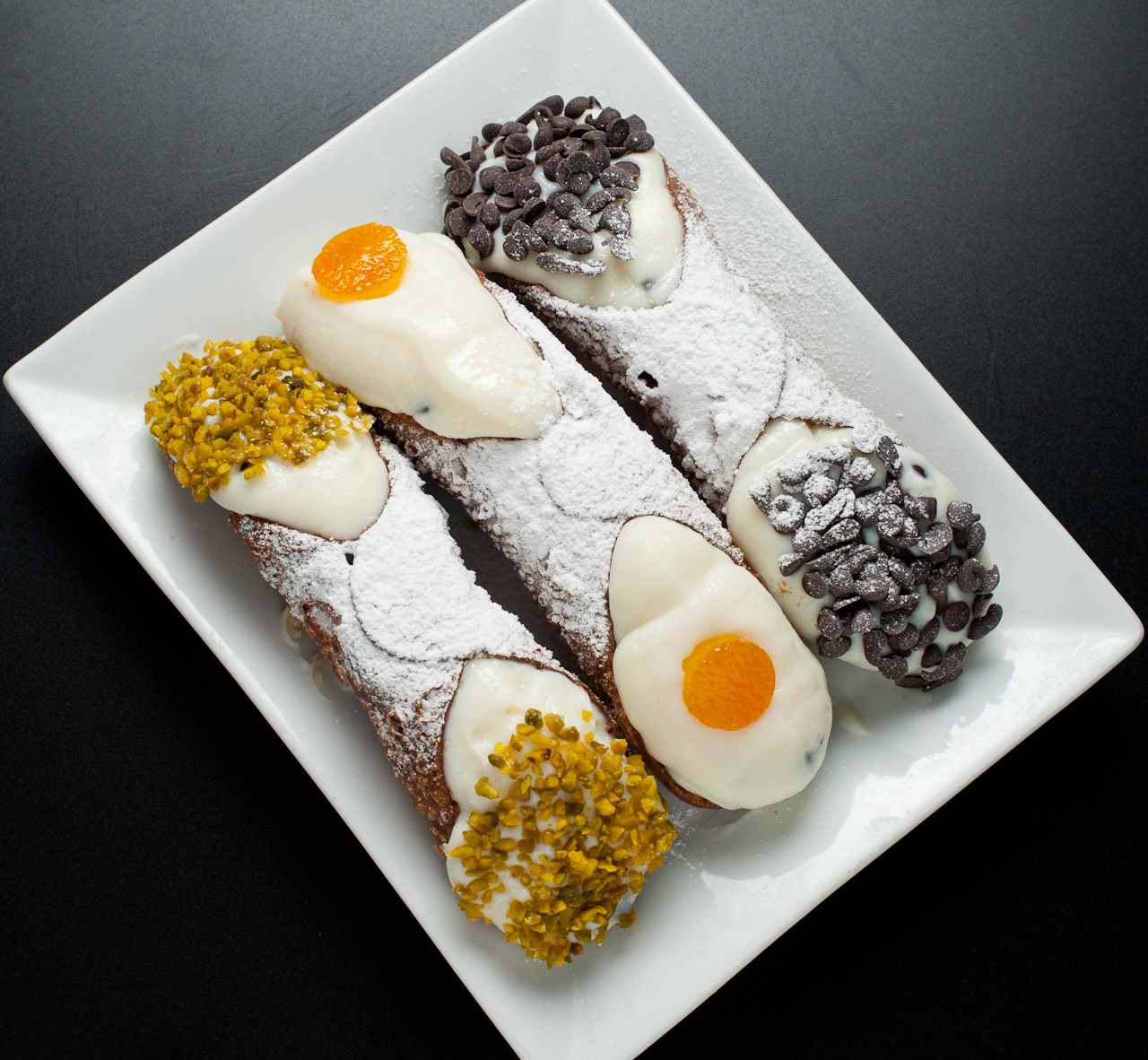
Cannoli

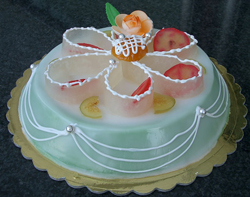
Cassata siciliana

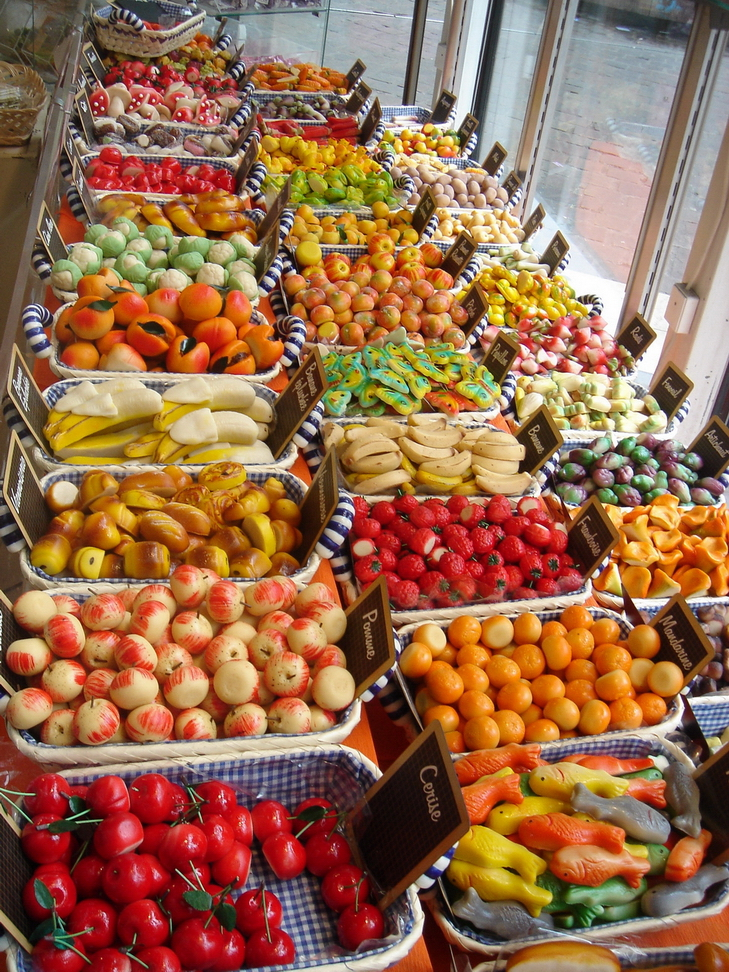
Frutta martonara

A palermói konyha (cucina palermitana) a mediterrán diétán és Szicíliát a történelem alatt megszállt különböző civilizációk ételein alapszik. Legelterjedtebb étel a caponata, ami padlizsánból készült raguféle. Elterjedt főétel a pasta con le sarde(szardíniás tészta), az annelleti al forno (húsos ragús tésztaétel). Valamint a töltött szardíniás étel a sarde a beccafico. Saláták közül a narancssaláta, salottahagymával, olívaolajjal a népszerű fogás. Palermo saját itala a Tutone ánizsital.
A város ismert cukrászatáról is. főleg olyan édességek, amikbe ricottát töltenek bele: cannoli, cassata, dita d'apostolo. A sfincia-t József napján, cuccía sütemény Luca napján, a Biscotti di San Martino-t pedig Márton napján szokás fogyasztani. Egy helyi szakácshoz Francesco Procopio dei Coltellihez köthető az első fagylaltozó megnyitása. Jellegzetes édesség a frutta martonara, a gyümölcs formájúra gyúrt és festett marcipánok.

### Street food ételek
A város ismert street food ételeiről, melynek jeles képviselője a panelle e crocché: zsemle olajban kisütött mentás burgonyakrokettel és csicseriborsófasírttal. Másik jellegzetes utcai étel a Pani câ meusa, szintén egy zsemle melybe zsírban kisütött belsőséget tesznek: jellemzően lépet és tüdőt. Az arancini szintén fontos része a helyi gasztronómiának.
Palermo is rendelkezik saját pizzával, ami a sfincione. A szó maga szivacsot jelent, hisz a tésztája vastag, akár egy szivacs, amit kenyérvágó késsel lehet felvágni. A feltét jellemzően paradicsomszósz, hagyma, cacciocavallo sajt és olívaolaj. Jellemző street food étel még a stigghiola, frittola és a caldume.

## Gazdaság
Palermo, Szicília közigazgatási székhelyeként, egyben a sziget turisztikai, pénzügyi és kereskedelmi központja. A helyi gazdaságban jelentős szerepet játszik a turizmus, szolgáltató ipar, kereskedelem, hajógyártás és a mezőgazdaság. Emellett a munkanélküliségi ráta 2019-ben mintegy 19%-os volt, a 15-24 év közöttiek ez az arány 50%-os.

### Mezőgazdaság
A városiasodottság ellenére a város gazdaságában fontos szerepet játszik a mezőgazdaság. Ciaculli térségében a gyümölcstermesztés a főtevékenység: mandarin és japánnaspolya termesztés folyik. A város GDP-je 2015-ben 18.229 euró/fő volt, ami Siracusa mellett Szicíliában a második legmagasabb.
A tengerparti fekvés miatt a halászat is kiemelkedő fontossággal bír: nagyobb halász konzorciumok működnek La Cala-ban, Palermo belvárosának kikötőjében valamint Sferracavallo-i kikötőben. Sferracavallo Palermo központjától északnyugatra található

### Ipar és szolgáltatások
A város ipari súlypontja a Palermo-i kikötő, ahol a Ficantieri vállalat tulajdonában levő hajógyár is van. Fontos ipari negyed még a város délkeleti részén levő Brancaccio-Ciaculli ipari negyed, különböző tevékenységű üzemekkel, gyárakkal. Ezen a helyen a Palermo Brancaccio állomás egyben rendező pályaudvari szerepet is betölt. Másik nagyobb ipari központ a város északi részén levő Via Ugo La Malfa-n huzódó ipari negyed.

### Turizmus
Már a 18. századtól a Grand Tour keretében több európai művész, költő és nemes is ellátogatott a városba. Olyan jelentős művészek jöttek ide, mint Jean-Pierre Houël, Guy de Maupassant vagy Johann Wolfgang von Goethe.
A városban kiemelkedő szereppel bír a turizmus, mediterrán klímájának ,jellegzetes konyhája, földrajzi elhelyezkedése, művészeti-építészeti és kulturális öröksége miatt.

## Közlekedés

### Autóútak
Palermo a sziget közúti csomópontja: az A19-es sztráda Cataniával köti össze a várost, valamint az A20-as pedig Messinával köti össze. Az A29-es – ahonnan a város nemzetközi repülőtere egy bekötő úttal érhető el – Mazara del Vallóig megy, valamint az A29-es kiágazása Trapanival köti össze a várost. Utóbbi városból érhető el a leghamarabb Tunézia komppal: 9 óra alatt a komp Tuniszba ér.

### Vasút
A város fejpályaudvara, a Palermo Centrale a város közepén, a történelmi városmag határán fekszik a Piazza Giulio Cesare közelében. Szicília egyik legfontosabb vasúti csomópontja. A régión belül Trapaniba, Agrigentóba, Caltanisettára, Messinába és Cataniába is közvetlenül indulnak járatok, egyben a nemzetközi repülőtérre tartó vasútvonal is ide fut be. Rómába Messinán keresztül napi három vonat megy. Fontos átszállóhely a városi, helyközi és a távolsági buszjáratok számára, hisz a pályaudvar oldalában található a város egyik legfontosabb buszterminálja, valamint a városi 1-es villamosvonalra is van átszállási lehetőség.

### Tömegközlekedés
A város legfontosabb tömegközlekedési eszköze a busz. 340 km-es hálózatban, 90 járaton üzemelnek buszok. 2015 óta 4 villamosjárat is üzemel a városban, ebből három vonal Notarbartolo vasútállomástól nyugat felé ágazodik ki. Egy vonal pedig Palermo Centraletól Rocelláig délkeleti irányba tart.
Egy felmérés szerint a munkanapokon egy palermói lakos átlagosan 63 percet ingázik tömegközeledéssel, 14%-uk pedig akár 2 órát is. A megállókban levő átlagos várakozási idő 23 perc.

### Légiközlekedés
A város nemzetközi repülőtere 32 km-re nyugatra Punta Raisiban található, Falcone-Borsellino nemzetközi repülőtér néven. A reptér nevét Giovanni Falcone és Paolo Borsellino bírókról kapta, akik a maffiaellenes küzdelem legismertebb alakjai voltak.
A repülőtér vasútállomása a Punta Raisi állomás, amely közvetlen összeköttetést biztosít Palermo Centraleval, a város főpályaudvarával. A város másik repülőtere a Palermo–Boccadifalco repülőtér, az Olasz Légierő egyik támaszpontja.

### Kikötő
A palermói kikötőt még a föníciaiak alapították mintegy 2700 évvel ezelőtt. A messinai kikötővel együtt ez Szicília legfontosabb kikötője. Jelentős a tengeri kompok forgalma, főleg Cagliari, Genova, Livorno, Nápoly és Tunisz városok felé. Évi mintegy 2 millió utas érkezik hajóval a városba.

### Jövőbeli tervek
2021. májusában ismertette a városvezetés a 2030-ra tervezett közlekedésre szánt 600 millió eurós beruházást. Ennek keretében kibővítenék a villamoshálózatot Mondello és Sferracavallo irányába is. Újabb vágánnyal bővítenék a Palermo-Trapani vasútvonalat, valamint a Metroferroviát vagyis a városi körmetrót befejeznék. Ezzel a Giachery állomás után megépülne a megálló a kikötőben illetve a Teatro Politeama mellett is.

## Híres palermóiak
- Eleonora Abbagnato (1978-), ballettáncos
- Simonetta Agnello Hornby, író
- Mario Balotelli (1990-), labdarúgó
- Mario Bardi (1922–1998), festő
- Alfredo Bordonali (1919-), labdarúgó
- Paolo Borsellino (1940–1992), bíró
- Bruno Caruso (1927–2018), festő, illusztrátor, grafikus és politikai aktivista
- Marco Cecchinato (born 1992), teniszjátékos
- Giovanni Falcone (1939–1992), bíró
- Franco Franchi (1928–1992), színész
- Libero Grassi (1924–1991), üzletember
- Pietro Grasso (1945-), bíró és a Szenátus elnöke
- Ciccio Ingrassia (1922–2003), színész
- Ugo La Malfa (1903–1979), politikus
- Rosalia Lombardo (1918–1920), beceneve Csipkerózsika, mumifikált holtteste a Kapucinusok katakombájában tekinthető meg.
- Lujza Mária belga királyné (1812–1850), belga királynő
- Bourbon–Szicíliai Mária Krisztina spanyol királyné (1806–1878), Spanyolország királynője
- Filippo Mancuso (1922–2011), jogász, igazságügy-miniszter
- Sergio Mattarella (1941-), köztársasági elnök
- Vittorio Emanuele Orlando (1860–1952), miniszterelnök
- Giovanni Pernice (1990-), profi táncos a brit Strictly Come Dancing műsorban.
- Amelia Pinto (1876–1946), operaénekes
- Luisa Russo (1985-), rajzfilmes és illusztrátor
- Pietro Scaglione (1906–1971), jogász
- Salvatore Schillaci (1964-), labdarúgó
- Enzo Sellerio (1924–2012), fényképész, kiadó
- Giacomo Serpotta (1656–1732), szobrász
- Giuseppe Serpotta (1653–1719), szobrász
- Antonio Starabba, Marchese di Rudinì (1839–1908), miniszterelnök
- Giuseppe Tomasi di Lampedusa (1896–1957), író
- Delia Vaccarello (1960-2019), újságíró és LMBT jogi aktivista
- Fulco di Verdura (1898-1978), herceg és ékszerész
- Vincenzo Florio (1883-1959), vállalkozó, a gazdag Florio-dinasztia örököse , A Targa Florio autóverseny alapítója
- Tommaso Buscetta (1928-2000), A Szicíliai maffia ismert pentitója és tagja